# Flux de dades multimèdia

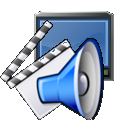
Multimèdia

El flux de dades multimèdia (en anglès streaming media) és un flux de dades constant d'arxius multimèdia que són rebuts per un usuari final i enviades per un proveïdor. Les dades rebudes són visualitzades un cop rebudes, i no s'espera a obtenir el conjunt de l'arxiu. L'usuari pot reproduir les dades rebudes, sense que l'arxiu sencer s'hagi rebut. El flux de dades multimèdia és un tipus específic de flux de dades, especialitzat a les xarxes de telecomunicació. El flux de dades multimèdia va més enllà que la reproducció de vídeo o àudio a l'instant, ja que també es poden fer servir subtítols en directe o text a temps real (streaming text). El flux de dades en directe consisteix a captar les dades d'una càmera, un codificador per digitalitzar el contingut, un editor de mitjans, i una xarxa de distribució per mostrar el contingut captat.

## Història
A principis del 1920 George Owen Squier va aconseguir una patent d'un sistema de transmissió de dades mitjançant senyals elèctrics, que va ser la base per crear el sistema muzak, una eina per enviar música sense utilitzar la ràdio. Degut a la poca tecnologia dels ordinadors de l'època, aquest procés tecnològic va trigar uns anys a donar el seu fruit. A la dècada dels 80, la tecnologia dels ordinadors ja era prou poderosa com per enviar dades multimèdia. Els ordinadors necessitaven suficient CPU i amplada de banda per poder rebre l'arxiu, i una latència baixa perquè no es produïssin interrupcions en la reproducció de l'arxiu (subdesbordament de memòria intermèdia). Però tots aquests avanços tecnològics encara estaven limitats, i molts cops s'optava per baixar directament l'arxiu i guardar-lo al disc local.

### Noves tecnologies
Durant les últimes dècades s'han anat desenvolupant nous avanços tecnològics per poder fer del flux de dades una idea més pràctica i més present a la nostra vida quotidiana. Per una banda, els codificadors o còdec per a reduir la taxa de bits tant d'àudio i vídeo tals com mpeg, són imprescindibles pel gran volum de molts d'aquests arxius, especialment els de vídeo. Molts d'aquests compressors treballen en el pla espectral o freqüencial tant en imatge com en àudio, aprofitant les característiques tant de l'oïda (psicoacústica) com de la visió (SVH) per a eliminar la informació que no som capaços d'apreciar. Així doncs es combinen tant les tècniques de processament d'imatge i àudio, com el coneixement del la resposta humana amb les possibilitats de la codificació entròpica. Per altra banda, els contenidors multimèdia permeten multiplexar i ordenar les dades, de forma que coneixent el seu format podrem accedir als diferents canals de vídeo, àudio o metadades.

### Impacte a nivell empresarial

YouTube

El flux de dades adreçat a la multimèdia ha estat molt lligat també al món empresarial, ja que gràcies a aquesta nova tecnologia se situava un nou tipus de mercat en l'economia mundial. Microsoft va desenvolupar un reproductor multimèdia anomenat ActiveMovie el 1995 que permetia el flux de dades multimèdia i va incloure un nou format de flux de dades, que va ser el precursor del format utilitzat en el Windows Media Player 6.4 el 1999. El juny de 1999 l'empresa Apple també desenvolupava el format QuickTime 4, tot i que va ser després que aquests formats van ser inclosos en el món de la pàgina web. Aquests formats no eren compatibles uns amb els altres i, per tant, era necessari tenir-los tots per tenir una compatibilitat completa. Cap allà al 2002, l'empresa Adobe va crear un nou format de flux de dades multimèdia anomenat Flash, el qual s'incloïa a la famosa pàgina de reproducció de vídeos Youtube. Youtube va fer augmentar considerablement el consum d'arxius multimèdia a través de la xarxa.

### Consum
El consum de multimèdia ha anat augmentant de manera exponencial aquestes últimes dècades, degut a també a l'exponencial desenvolupament de tecnologia en els camps de la Telemàtica, informàtica i processament audiovisual. Tot i això, en general els fluxos de dades amb contingut audiovisual tenen una mida força gran, i per això es necessita una compressió de l'arxiu abans de ser enviat. Gràcies a aquesta compressió, es poden visualitzar vídeos en alta definició. Avui en dia, es pot utilitzar el que es coneix com a flux de dades de multimèdia en directe (Live streaming), és a dir, les dades que estan sent produïdes les visualitzem en el mateix moment. Un altre tipus de flux de dades és l'anomenat flux de dades progressiu, que consisteix a guardar les dades que estem rebent i després reproduir-les.
Molts arxius multimèdia a la xarxa no són per accés a tot el públic, només es pot accedir a aquests arxius o serveis si realitzes un pagament previ. Per la seva banda companyies com Apple a través del servei iTunes permet comprar la descàrrega d'arxius de música protegida a través de gestió de drets digitals. L'èxit d'aquest sistema ha estat gran tot i el gran nombre de descàrregues il·legals que es fan cada dia, i ja s'han superat les cinc mil milions de cançons venudes a través d'iTunes. A banda de les empreses subministradores de serveis sobre IP, moltes altres es veuran beneficiades. Per exemple avui en dia es poden trobar un bon nombre d'empreses que treuen rendiment a la telefonia sobre IP, o que realitzen les videoconferències per internet.

## Emmagatzematge i amplada de banda del flux de dades
La velocitat de l'amplada de banda necessària és de 2,5 Mb/s o més per veure pel·lícules en streaming, i 10 Mb/s per veure contingut en alta definició. La mida d'un arxiu enviat es podrà calcular mitjançant el producte de la durada de l'arxiu per la velocitat de bits. Per un usuari i un arxiu, la fórmula seria la següent:
- Mida d'emmagatzematge = durada (en segons) x velocitat de bit (en bit/s)

Si s'utilitza un protocol de unidifusió, l'amplada de banda necessària per poder veure el contingut de l'arxiu sense cap interrupció dependria del nombre d'usuaris que volen accedir a l'arxiu:
- Amplada de banda necessària = velocitat de bit (en bit/s) x nombre d'usuaris

Si, per contra, hi hagués un protocol de multidifusió l'amplada de banda necessària no dependria del nombre d'usuaris, ja que el servidor enviaria un únic flux de dades.

## Codificació, corrent de bits, transport i control
Existeixen diferents codificacions segons el tipus de dades que es volen enviar:
- El flux de dades d'àudio utilitzarà les codificacions MP3, Vorbis o Advanced Audio Coding.
- El flux de dades de vídeo utilitzarà les codificacions H.264 o VP8.

Els contenidors d'streaming més utilitzat que comprimeixen les dades de l'arxiu són FLV, WebM, ASF o ISMA. El protocol de transport del flux de dades del servidor podrà ser MMS o Real Time Protocol. El protocol de transport del flux de dades client i que interactuarà amb el flux del servidor podrà ser MMS o RTSP.

## Eines necessàries
Per realitzar la comunicació, el transport, l'emissió i recepció de les dades són necessàries certes eines perquè aquest servei funcioni adequadament:
- Són necessaris protocols a nivell de dades que s'encarreguin de dividir l'arxiu complet en paquets per realitzar millor la seva transmissió i recepció. El protocol utilitzat per aquesta funció és el User Datagram Protocol (UDP). És un sistema simple però eficaç, en el qual si es detecta qualsevol error o corrupció d'un paquet utilitzarem tècniques de correcció d'errors.
- Per enviar dades audiovisuals a través de la xarxa s'utilitzen diferents protocols: Protocol de control a temps real (RTCP), Protocol de transport a temps real (RTP) i Protocol de flux de dades a temps real (RTSP). El RTSP funciona amb diferents protocols de transports, els quals després estaran muntats a sobre del protocol de dades UDP. A causa de les implicacions tècniques que suposa emetre contingut Streaming per Internet sota el protocol RTSP, algunes eines i empreses han desenvolupat un mètode alternatiu denominat pseudostreaming. Apple va crear el HTTPLiveStreaming[1] com a model de transferència streaming (tramesa baix demanda) sota el protocol http.
- Un dels avantatges d'utilitzar protocols estàndards és el d'utilitzar una transmissió de flux de dades adaptada. HTTP utilitza aquest concepte per crear un flux de dades basat en la baixada progressiva de dades, és a dir, guardar el paquet (de mida molt petita) al mateix disc local de l'ordinador.
- També es poden tenir protocols lliure d'errors. Un protocol implementat d'aquesta forma és el Transmission Control Protocol (TCP). Aquest protocol garanteix la correcta distribució de cada bit de l'arxiu. Si el client detecta la pèrdua d'una part de l'arxiu, es demana al distribuïdor que torni a enviar les dades perdudes. És un protocol més complex d'implementar però és correcte si el temps d'espera (buffering) és acceptable.

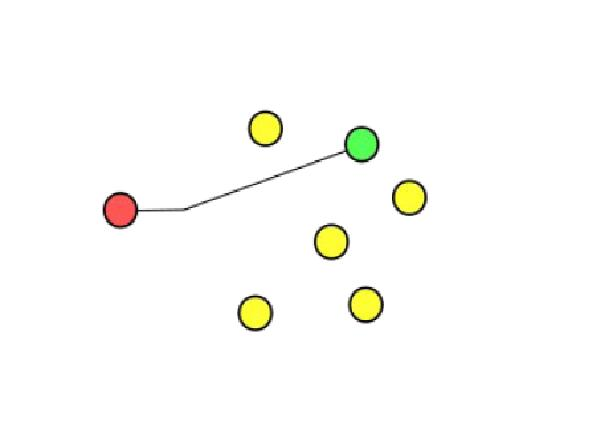
Diagrama unidifusió.

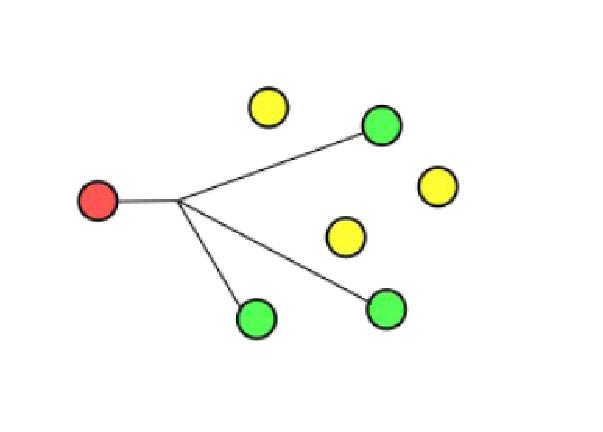
Diagrama multidifusió.

- Els protocols de unidifusió serán els encarregats d'enviar una còpia separada de l'arxiu que es vol enviar en el client desitjat. És la forma de connexió més comuna a Internet, però falla quan molts usuaris volen accedir al mateix arxiu.
- Els protocols de multidifusió es van dissenyar per reduir el temps de càrrega entre el client i servidor quan s'utilitza el protocol d'unidifusió. Aquest protocol crea un flux de dades únic que s'envia a diferents clients. Depenent de les característiques de la xarxa utilitzada el protocol de multidifusió podrà o no ser possible de dur a terme. Aquest protocol dona problemes a l'hora de realitzar un flux continu d'informació, ja que en el client no pot controlar la reproducció d'informació.
- El protocol de multidifusió Internet Group Management Protocol (IGMP) s'encarrega de la comunicació multidifusió però sobre xarxes connectades a internet. Un dels problemes principals que tindrà la multidifusió a xarxes IP és que els routers i firewalls de la xarxa han de permetre l'accés als paquets del flux de dades.
- A través de les xarxes P2P és com es mou un volum més alt d'arxius multimèdia per internet. En aquesta tecnologia tots els nodes treballen com a clients i servidors a la vegada, amb la qual cosa els usuaris s'encarreguen d'oferir els continguts i l'amplada de banda. El seu avantatge rau en la gran varietat disponible de continguts i la senzillesa de trobar el que un busca. L'aplicació més popular sobre xarxes P2P és emule. Una variant molt utilitzada és BitTorrent.
- Una altra eina molt utilitzada avui en dia és el servei de podcasts, en el que un usuari se subscriu a un servei i aquest al tenir noves dades es descarreguen automàticament en l'ordinador. En aquest cas, algunes plataformes podcast també ens permeten rebre dades en streaming. Per a penjar aquests podcasts una de les eines més accessibles per l'usuari mitjà és el broadcast machine.

## Reproducció en línia
La reproducció en línia o reproducció en continu (streaming en anglès) és una tècnica que permet reproduir fitxers d'àudio i de vídeo procedents d'una xarxa informàtica, per exemple Internet (però també podria fer-se en un sistema de videovigilància), sense haver d'esperar a tenir descarregat tot l'arxiu sencer. Avui dia moltes empreses ofereixen serveis i aplicacions a través d'aquesta tecnologia, per exemple: notícies, TV en directe, sistemes de video-vigilància, videoconferències, anuncis...

### Antecedents
Abans que aquesta tècnica existís només hi havia el sistema de baixades (el qual actualment coexisteix amb el sistema de reproducció en línia), amb el que per poder reproduir un arxiu cal descarregar-lo al disc dur, la qual cosa suposa un alt cost temporal i de bits, ja que els arxius d'àudio (normalment cançons) solen ocupar entre 3 i 7 MB, i els arxius de video (normalment pel·lícules), amb compressió inclosa solen ocupar entre 800 MB i 1,5 GB. Per tant, el temps d'espera de la baixada pot arribar a ser molt elevat amb el sistema de baixades. La tècnica de reproducció en línia rebaixa el temps d'espera al mínim.

### Funcionament
Quan l'usuari realitza una petició a un servidor per reproduir un arxiu a temps real, el servidor emet l'arxiu mitjançant un flux continu de dades. El flux de dades que arriba del servidor s'emmagatzema en una memòria temporal intermediària o buffer a l'ordinador de l'usuari client, el qual comença a reproduir el que hi ha en aquesta memòria un cop està plena. A mesura que la descàrrega de l'arxiu al buffer continua i aquest està ple, la pel·lícula s'anirà reproduint. Per tal que no hi hagi interrupcions en la reproducció, cal que la velocitat de la transferència de dades sigui més gran que la velocitat de reproducció i que no disminueixi durant el procés, cosa que passaria si la velocitat de la connexió disminuís. En cas que això passés, la reproducció en línia utilitzaria la informació restant al buffer per a seguir reproduint. Mentrestant, es recuperaria la velocitat normal de connexió i transferència. De vegades, passa que el temps de disminució de la velocitat de transferència o connexió s'allarga, de manera que provoca que el buffer es buidi i la reproducció es pari fins que la connexió es recupera. Llavors, també és necessari un temps de precàrrega abans de començar a reproduir l'arxiu, a fi que la memòria intermediària no estigui buida i la reproducció pugui ser contínua.
Existeixen tres mètodes de reproducció a temps real:
- Diferit: Abans de ser enviats als usuaris, els clips es codifiquen i digitalitzen. D'aquesta manera, la imatge no arriba a l'ordinador al mateix temps que el contingut del clip està passant.
- Sota demanda: És el mètode de reproducció en línia més usual. Consisteix en la reproducció d'imatges de vídeo i àudio prèviament codificades provinents d'un servidor de reproducció en línia.
- Directe: És el mètode que s'utilitza en les retransmissions de ràdio i televisió per Internet. Els clips de vídeo es codifiquen i es transmeten a temps real al propi ordinador, cosa que permet reproduir qualsevol esdeveniment al mateix moment en què està passant.

### Origen del flux de dades
El flux de dades, basat en l'origen de les dades pot ser en directe o a la carta. En directe, l'arxiu audiovisual és enregistrat, digitalitzat i transmès per Internet en temps real. La memòria intermèdia a l'ordinador de l'usuari emmagatzema el flux i el reprodueix, però si l'usuari volgués anar endavant en la reproducció no ho pot fer, ja que la reproducció és en directe. Tampoc pot tornar enrere, ja que la memòria es va buidant i renovant contínuament. La reproducció en diferit d'un arxiu audiovisual també és en temps real, amb la diferència que l'arxiu no és enregistrat i digitalitzat en temps real sinó que prové d'una base de dades.
A la carta, l'arxiu audiovisual prové d'una base de dades on l'usuari pot escollir quan el vol reproduir, a diferència de la reproducció en diferit, que només es pot reproduir quan un servidor ho permet. L'usuari pot interaccionar amb la reproducció: gravar-la, parar-la, tirar endarrere i endavant en el temps...

### Components
Per tal de poder transmetre un flux de dades constant i poder reproduir-lo en un ordinador calen els següents components:

#### Codificadors
Els arxius audiovisuals han d'estar codificats amb algorismes de compressió per reduir la seva mida en bits abans de reproduir-los en temps real per la xarxa. Avui dia, els códecs que més es fan servir són els següents:
- AAC
- aacPlus
- MPEG-1
- MPEG-2
- MPEG-4
- MP3
- mp3PRO* RealAudio
- RealVideo
- video Theora
- Ogg Vorbis
- Windows Media Audio (WMA)
- Windows Media Video (WMV)

#### Reproductors
Per a reproduir els arxius en temps real calen programes que puguin reproduir les dades emmagatzemades a la memòria intermèdia. Entre aquests programes hi ha els següents: 
- Real Player
- Windows Media Player
- Quick Time
- Apple iTunes
- Videolan
- Winamp
- XMMS
- Zinf

Perquè els reproductors funcionin correctament, cal que l'arxiu a reproduir estigui codificat amb un format de reproducció en línia precís adequat al reproductor, ja que cada un en fa servir un de propi. Windows Media Player utilitza el format d'arxius ASF, Real Player el format RM i QuickTime el format MOV.
Els servidors de reproducció en línia són aquests:
En principi no és imprescindible utilitzar servidors d'streaming per reproduir el contingut audiovisual. No obstant, sí que ho és en casos especials com per exemple la retransmissió de ràdio en directe per Internet o d'un esdeveniment a temps real. En aquestes ocasions és recomanable utilitzar un servidor de reproducció en línia, perquè té capacitats que un servidor convencional no pot oferir. Per exemple, els servidors convencionals no tenen control sobre la velocitat de flux, de manera que si la xarxa és inestable o inconstant pot perjudicar la reproducció normal del contingut. Les principals característiques dels servidors de reproducció en línia són les següents:
- Control de flux: Tenen ctroontrol sobre el flux de dades a temps real, d'aquesta manera la velocitat de transferència es manté estable.
- Skip Protection: Aprofiten l'excés d'amplitud de la banda per anar emmagatzemant dades al buffer o memòria intermèdia. Així, si hi ha quelcom que es perd, el servidor de reproducció en línia podrà buscar-ho al buffer i retransmetre-ho evitant irregularitats en la reproducció del contingut.
- Adaptabilitat: Optimitzen la qualitat de l'arxiu en rebre'l depenent de l'amplitud de la banda.
- Protecció de dades: Només reprodueixen arxius multimèdia sense la possibilitat de fer-ne cap còpia. És una manera de protegir els drets d'autor.

#### Protocols
Els protocols de transport a la xarxa són aquests:
- TCP (descàrrega)
- UDP (streaming)

Els protocols d'execució són aquests:
- HTTP
- RTP

Els protocols de reproducció en línia són aquests:
- RTP: Protocol de Transport a Temps Real.
- RTCP: Protocol de Control Transport a Temps Real. S'utilitza juntament amb l'RTP per gestionar la comunicació entre client i servidor, detectant i solucionant els errors per optimitzar la transmissió de dades.
- RTSP: Protocol de reproducció en línia a Temps Real. Permet a l'usuari controlar el senyal de vídeo com si fossin els controls d'un reproductor de vídeo convencional (rebobinar, avançar, pausa, accés a qualsevol punt del contingut...)

### Tipus de transmissió de dades
Hi ha diferents maneres de transmetre el flux de dades en la reproducció en línia:
- Unicast: El flux de dades va des d'un servidor a un client en particular que hagi sol·licitat la reproducció de l'arxiu. Fa servir els protocols TCP, RTP, RTSP, HTTP Live Streaming i RTSP sobre UDP.
- Multicast: El flux de dades va des d'un servidor a diversos clients a la vegada que hagin sol·licitat la reproducció de l'arxiu. Fa servir el protocol IGMP.
- Broadcast: El flux de dades va des d'un servidor a tots els clients de la xarxa a la vegada encara que no hagin sol·licitat la reproducció de l'arxiu. Fa servir el protocol UDP
- P2P/Torrent: El flux de dades va des d'un servidor llavor als clients que hagin sol·licitat la reproducció de l'arxiu, que alhora també es converteixen en distribuïdors. Fa servir arquitectures P2P i Torrent.